# Władimir Wasiljew
Władimir Nikołajewicz Wasiljew (ros. Владимир Николаевич Васильев, ukr. Володимир Миколайович Васильєв; ur. 8 sierpnia 1967) – rosyjskojęzyczny pisarz specjalizujący się w fantastyce naukowej. Pochodzi z Mikołajowa, urodził się w mieszanej rodzinie rosyjsko-ukraińskiej. Mieszka na zmianę w Moskwie i Mikołajowie.

## Twórczość
- Dzienny Patrol, wraz z Siergiejem Łukjanienką.
- Wiedźmin z Wielkiego Kijowa, zbiór czterech opowiadań science fiction inspirowany sagą o wiedźminie Geralcie.
- Oblicze Czarnej Palmiry, kontynuacja Patrolu Zmroku